# Плажа Могрен
Плажа Могрен једна је од најпознатијих плажа на Будванској ривијери. Налази се у непосредној близини Будве. Улаз на плажу удаљен је око 150 м од Старог града. Чине је две мање плаже, Могрен I и Могрен II, међусобно спојене кратким тунелом који пролази кроз природну стену, укупне дужине око 350 м. До плаже води бетонска стаза од хотела „Авала“, такође дуга 350 метара. Убраја се у престижније плаже на јужног Јадрана и један је од симбола Будве.
Због својих природних лепота и споја мора, ситног шљунка, стена и медитеранског зеленила, атрактивна је и ван сезоне купања, за шетаче, риболовце и авантуристе. У време јужног вјетра и јаких таласа стаза није безбедна, па је тада треба избегавати. Могрен је већ деценијама омиљена плажа локалног становништва.
Плажа Могрен заштићена је као Споменик природе III категорије, а изнад плаже се уздиже брдо Спас, које се третира Посебни природни предео и такође је заштићено је као Споменик природе III категорије. на овом брду налази се и тврђава Могрен изграђена половином 19. века.

## Име плаже
Према легенди, ова плажа је име добила по шпанском морепловцу Могринију, који је са својом галијом доживео бродолом. Као јединог преживелог таласи су га избацили управо на ову плажу. У знак захвалности, Могрини је у залеђу плаже Могрен II саградио цркву посвећену католичком свецу Светом Антону. Некада су верници ову цркву редовно посећивали на дан Светог Антона, који се прославља 13. јуна. Постојао је и обичај да сезона купања не почиње пре овог датума. Црква није сачувана, јер је убрзо после завршетка Другог свјетског рата порушена и на том месту је саграђен у ресторан.

## Карактеристике
Плажа Могрен (Могрен I и II) протеже се од рта Могрен до Видиковца хотела „Авала”, који се налази у непосредној близини Старог града. Обе плаже укупно су дуге око 350 м. Природни услови сврставају ову плажу у категорију најатрактивнијих. Са задње стране заштићена је брдом Спас, које је обрасло густом боровом и храстовом шумом.
Приступ плажи могућ је једино уском бетонираном стазом, која почиње код хотела „Авала”, што овој плажи даје ексклузивитет. Стаза је дуга 350 метара. Са једне стране уздижу се стене, а са друге је литица која се спушта у море. Са стазе се пружа поглед на Стари град и острво које се налази преко пута Будве. Стаза је добро обезбеђена металном оградом, јер се у прошлости десило неколико несрећа, а последња 2013. године. На улазу код хотела „Авала” је метална капија, која је закључана током лошег времена. Услед невремена током зимских месеци честа су оштећења, али се она редовно санирају.
Плажу прекрива шљунак ситне до средње гранулације и на копну и у води. Плажа има изванредну осунчаност и изложеност јужном ветру.
Непосредно изнад плаже налази се и тврђава Могрен, изграђена 1860. године, са које се пружа поглед на целу Будву.

### Плажа Могрен I
Плажа Могрен I налази се ближе граду и уређена је. На њој се налази неколико кафића. Могу се изнајмити лежаљке за сунчање и различите справе за забаву у води.

### Плажа Могрен II
Плажа Могрен II је „дивља” и мања. Налази се иза тунела. На њој нема много кафића. Овде купачи углавном користе своје простирке.

## Знаменитости плаже
Плажа Могрен је, осим по природним лепотама, позната и по две своје знаменитости.

### Скулптура и легенда
Прва је скулптура Балерина, која се налази на улазу у плажу, а чији је настанак инспирисала једна стара локална легенда. Према овој легенди, једна девојка била је верена за морнара. Морнар је отпловио на далеки пут не би ли зарадио новац за заједнички живот с њом, али се никада није вратио. Девојка му је остала верна и годинама је свако јутро долазила до ове стене и чекала га, све док је једно јутро нису нашли мртву управо на том месту. Аутор скулптуре је београдски вајар Градимир Алексић.

### Истинита прича
Друга прича је истинита. Наиме, на овој плажи се догодио једини познати напад ајкуле на човека на Црногорском приморју. Напад се завршио трагично по жртву, а десио се 13. јула 1955. године.
Тога дана три младића одвеслала су дрвеном барком из правца плаже Јаз где су летовали, према Будви. Код увалице на самом рубу десне плаже, тик до велике равне стене која је и данас омиљено место за сунчање, застали су да се окупају. У воду је први ускочио двадесетједногодишњи студент електротехнике из Чачка, Стеван Стевица Томашевић и ајкула га је готово одмах напала. Према тврдњама локалних рибара, Томашевића је напала велика бела ајкула. Наводно, ајкула је била дугачка чак 6,5 метара.
Према сећањима старијих Будвана, допливала је на црногорско подморје за једним америчким бродом, а ка обали ју је привукао леш магарца коју је неко бацио недалеко од ове увалице где се десио смртоносни напад. Приметила ју је и морнаричка стража и касније покушавала да је улови, али безуспешно. Неколико дана после ове трагедије породица и пријатељи несрећног младића испловили су чамцима до места несреће и опростили се од њега бацивши цвеће и венце у море. Према истој причи, младић је тога дана носио мајицу Кајакашког клуба Чачак, која је на леђима имала број 137, који одговара датуму његове смрти. Месец дана касније трагедије породица несрећног младића поставила је при врху високе стене која се уздиже изнад увалице спомен плочу. Она и данас стоји на истом месту, али је натпис могуће прочитати једино уз помоћ двогледа, због патине која је прекрила таблу. На табли је исписано:
| „ | У ували иза ове стене купајући се са друговима 13 јула 1955 г. изгуби живот Томашевић Стеван–Стевица студент електротехнике из Чачка у својој 22-ој год. као жртва морске немани Неутешна породица и другови | ” |

## Галерија слика
- Стаза до плаже
- Плажа Могрен, Стари град и хотелски комплекс „Дукља гарден”, виђени са тврђаве Могрен
- Стене поред плаже
- Песак на плажи
- Спортски риболов на плажи
- Поглед са стазе

## Занимљивости
Плажа се спомиње у песми Ђеде Нико коју изводе Кнез и Рамбо Амадеус.
Приведосмо на брзину
неке од њих иза Могрен плаже
у по' посла ђеде Ников
фатаморган' се прикаже— Рамбо Амадеус и Кнез